# París-Niza 1995
La París-Niza 1995 fue la edición número 53 de la carrera, que estuvo compuesta de ocho etapas y un prólogo disputados del 5 al 12 de marzo de 1995. Los ciclistas completaron un recorrido de 1.179 km con salida en Fontenay-sous-Bois y llegada a Col d'Èze, en Francia. La carrera fue vencida por el francés Laurent Jalabert, que fue acompañado en el podio por el ruso Vladislav Bóbrik y el suizo Alex Zülle. Esta era la primera victoria de Jalabert en esta prueba de las tres que conseguiría de forma consecutiva. 

## Resultados de las etapas
| Etapa                  | Fecha       | Recorrido                      | km       | Ganador                          | Líder             |
| ---------------------- | ----------- | ------------------------------ | -------- | -------------------------------- | ----------------- |
| 1.ª etapa              | 5 de marzo  | Fontenay-sous-Bois-Orléans     | 161.3 km | Wilfried Nelissen                | Wilfried Nelissen |
| 2.ª etapa              | 6 de marzo  | Saint-Amand-Montrond-Roanne    | 187 km   | Laurent Jalabert                 | Laurent Jalabert  |
| 3.ª etapa              | 7 de marzo  | Roanne-Clermont-Ferrand        | 168 km   | Wilfried Nelissen                | Laurent Jalabert  |
| 4.ª etapa              | 8 de marzo  | Clermont-Ferrand-Chalvignac    | 163 km   | Etapa suspendida por mal tiempo. | Laurent Jalabert  |
| 5.ª etapa              | 9 de marzo  | Murat-Saint-Étienne            | 176 km   | Lance Armstrong                  | Laurent Jalabert  |
| 6.ª etapa              | 10 de marzo | Aviñón-Marsella                | 178 km   | Marco Saligari                   | Laurent Jalabert  |
| 7.ª etapa              | 11 de marzo | Brignoles-Mandelieu-la-Napoule | 200 km   | Pascal Richard                   | Laurent Jalabert  |
| 8.ª etapa, 1.er sector | 12 de marzo | Mandelieu-la-Napoule-Niza      | 91.4 km  | Fabio Baldato                    | Laurent Jalabert  |
| 8.ª etapa, 2.º sector  | 12 de marzo | Niza-Col d'Èze (CRI)           | 12.5 km  | Vladislav Bóbrik                 | Laurent Jalabert  |

## Etapas

### 1.ª etapa
5-03-1995. Fontenay-sous-Bois-Orléans, 161.3 km.
|   | Ciclista          | Equipo              | Tiempo     |
| - | ----------------- | ------------------- | ---------- |
| 1 | Wilfried Nelissen | Lotto-Isoglass      | 4h 18' 56" |
| 2 | Laurent Jalabert  | ONCE                | m. t.      |
| 3 | Silvio Martinello | Mercatone Uno-Saeco | m. t.      |

### 2.ª etapa
6-03-1995. Saint-Amand-Montrond-Roanne 187 km.
Jalabert escapa con Bóbrik a 44 km de meta. El ruso no aguanta el ritmo del francés. Al final Jalabert se lleva la etapa en solitario y sentencia la general aunque la carrera se encontrara en el segunda día de prueba.
|   | Ciclista         | Equipo         | Tiempo     |
| - | ---------------- | -------------- | ---------- |
| 1 | Laurent Jalabert | ONCE           | 4h 35' 42" |
| 2 | Andrei Tchmil    | Lotto-Isoglass | + 1' 20"   |
| 3 | Stéphane Heulot  | Banesto        | m. t.      |

### 3.ª etapa
7-03-1995. Roanne-Clermont-Ferrand 168 km.
|   | Ciclista            | Equipo              | Tiempo     |
| - | ------------------- | ------------------- | ---------- |
| 1 | Wilfried Nelissen   | Lotto-Isoglass      | 4h 22' 07" |
| 2 | Gian-Matteo Fagnini | Mercatone Uno-Saeco | m. t.      |
| 3 | Frédéric Moncassin  | Novell              | m. t.      |

### 4.ª etapa
8-03-1995. Clermont-Ferrand-Chalvignac, 163 km.
Etapa suspendida por el mal tiempo. Durante las dos primeras horas el piloto avanzó sufriendo un gran frío. En el km. 52 los corredores se pararon por primera vez y en el km. 63 por segunda vez subiéndose, además, a los coches de equipo. Al control de avituallamiento de Riom-ès-Montagnes (km. 100) comenzó a nevar de nuevo y finalmente se decide entre los corredores, sus directores y el director de carrera Marc Madiot suspender definitivamente la etapa.

### 5.ª etapa
9-03-1995. Murat-Saint-Étienne, 176 km.
|   | Ciclista            | Equipo        | Tiempo     |
| - | ------------------- | ------------- | ---------- |
| 1 | Lance Armstrong     | Motorola      | 4h 02' 20" |
| 2 | Thierry Bourguignon | Le Groupement | + 8"       |
| 3 | Eddy Bouwmans       | Novell        | + 51"      |

### 6.ª etapa
10-03-1995. Aviñón-Marsella, 178 km.
|   | Ciclista           | Equipo                  | Tiempo     |
| - | ------------------ | ----------------------- | ---------- |
| 1 | Marco Saligari     | MG Maglificio-Technogym | 4h 51' 53" |
| 2 | Paolo Fornaciari   | Mercatone Uno-Saeco     | m. t.      |
| 3 | Francesco Frattini | Gewiss-Ballan           | + 7"       |

### 7.ª etapa
11-03-1995. Brignoles-Mandelieu-la-Napoule, 200 km.
|   | Ciclista         | Equipo                  | Tiempo     |
| - | ---------------- | ----------------------- | ---------- |
| 1 | Pascal Richard   | MG Maglificio-Technogym | 5h 39' 43" |
| 2 | Laurent Jalabert | ONCE                    | + 34"      |
| 3 | Abraham Olano    | Mapei-GB                | m. t.      |

### 8.ª etapa, 1.ersector
12-03-1995. Mandelieu-la-Napoule-Niça, 91.4 km.
|   | Ciclista         | Equipo                  | Tiempo     |
| - | ---------------- | ----------------------- | ---------- |
| 1 | Fabio Baldato    | MG Maglificio-Technogym | 2h 17' 10" |
| 2 | Andrei Tchmil    | Lotto-Isoglass          | m. t.      |
| 3 | Giovanni Fidanza | Polti-Granarolo-Santini | m. t.      |

### 8.ª etapa, 2.º sector
12-03-1995. Niça-Col d'Èze, 12.5 km. CRI
|   | Ciclista         | Equipo        | Tiempo  |
| - | ---------------- | ------------- | ------- |
| 1 | Vladislav Bóbrik | Gewiss-Ballan | 22' 32" |
| 2 | Laurent Jalabert | ONCE          | + 12"   |
| 3 | Alex Zülle       | ONCE          | + 16"   |

## Clasificaciones finales

### Clasificación general
| Pos. | Ciclista           | Equipo              | Tiempo      |
| ---- | ------------------ | ------------------- | ----------- |
|      | Laurent Jalabert   | ONCE                | 30h 32' 32" |
| 2    | Vladislav Bóbrik   | Gewiss-Ballan       | + 1' 40"    |
| 3    | Alex Zülle         | ONCE                | + 1' 57"    |
| 4    | Abraham Olano      | Mapei-GB            | + 2' 30"    |
| 5    | Stéphane Heulot    | Banesto             | + 2' 38"    |
| 6    | Roberto Petito     | Mercatone Uno-Saeco | + 3' 03"    |
| 7    | Andrei Tchmil      | Lotto-Isoglass      | + 4' 01"    |
| 8    | Viatcheslav Ekimov | Novell              | + 4' 23"    |
| 9    | Yvon Ledanois      | Gan                 | + 4' 35"    |
| 10   | Serguei Outschakov | Telekom             | + 4' 50"    |